# Cabrojo (Rionansa)
Cabrojo es una localidad española del municipio de Rionansa, perteneciente a la comunidad autónoma de Cantabria. 

## Geografía
La localidad se encuentra a 250 m s. n. m. y a 0,8 kilómetros de la capital municipal, Puentenansa.

## Historia
Hacia mediados del siglo XIX, el lugar, ya por entonces perteneciente al municipio de Rionansa, tenía contabilizada una población de 112 habitantes. Aparece descrito en el quinto volumen del Diccionario geográfico-estadístico-histórico de España y sus posesiones de Ultramar de Pascual Madoz con las siguientes palabras:

CABROJO: l. en la prov. y dióc. de Santander (11 leg.), part. jud. de San Vicente de la Barquera (4), aud. terr. y c. g. de Burgos (229, ayunt. de Rionansa: sit. en terreno escabroso al pie de la montaña que divide el valle de este nombre del de Valdaliga; combátenle los vientos del NE., S. y SO.; siendo sus enfermedades mas comunes las gastritis, gastroenteritis, pleuresias, pulmonias y los reumas crónicos y agudos. Tiene unas 25 casas; igl. parr. (San Jorge) matriz de la de Puentenansa, servida por un cura; cementerio, una capilla en casa particular, y varias fuentes de buenas aguas esparcidas por el térm. Confina este N. Valdaliga; E. valle de Cabuérniga; S. Cosio, y O. Obeso, todos á 1/2 leg. El terreno es de buena calidad. Por el S. del pueblo pasa un r. pequeño que nace en las alturas de Cabuérniga titulado Quivierda; por el N. se elevan 2 montes cubiertos de robles, encinas y otros arbustos; y por el Mediodia otro de roble. Los caminos, locales y en regular estado; recibe la correspondencia de Cabezon de la Sal por balijero, los lunes, jueves y sábados, y sale en los mismo dias. prod.: maiz, patatas, alubias, frutas y buenos pastos; cria ganado vacuno, lanar y cabrio; caza de corzos, jabalies, zorros, lobos y perdices; y pesca de truchas y anguilas. ind. y comercio: elaboracion de madera, 2 molinos harineros, venta de ganado vacuno y de los artefactos de madera, é importacion del trigo y vino que se consume. pobl.: 22 vec., 112 alm. contr. con el ayunt.
(Madoz, 1846, p. 61)

En 2023, la entidad singular de población de Cabrojo tenía empadronados 27 habitantes, todos ellos en el núcleo de población de ese nombre.

## Patrimonio
Hay en la localidad una iglesia de San Jorge. La fiesta de la localidad se celebra el 26 y 27 de abril, san Jorge, patrón de Cabrojo.

## Personas notables
Dos personajes ilustres de Rionansa nacieron aquí:
- Toribio Cossío Gutiérrez de la Campa Serdio y Cossío, militar que vivió a caballo entre el siglo XVII y el XVIII, y gobernó las provincias de Guatemala.
- Telesforo García Revuelta, empresario nacido en Cabrojo en 1844 y fallecido en 1918.